# Толо, Марианна
Марианна Толо (англ. Marianna Tolo; род. 2 июля 1989 года в Маккае, штат Квинсленд, Австралия) — австралийская профессиональная баскетболистка, которая выступает в женской национальной баскетбольной ассоциации за клуб «Бендиго Спирит». Играет на позиции центровой.
В составе национальной сборной Австралии принимала участие в Олимпийских играх 2016 года в Рио-де-Жанейро и Олимпийских играх 2020 года в Токио, стала бронзовым призёром чемпионата мира 2014 года в Турции и чемпионата мира 2022 года в Австралии, принимала участие на чемпионате мира 2010 года в Чехии, плюс завоевала серебряные медали чемпионата Азии 2017 года в Индии. Помимо того стала победительницей чемпионатов Океании 2007 и 2009 годов в Новой Зеландии, 2011 года в Австралии и 2013 года в Австралии и Новой Зеландии, плюс выиграла бронзовые медали летних Универсиад 2009 года в Белграде, 2011 года в Шэньчжэне и 2013 года в Казани.

## Ранние годы
Марианна Толо родилась 2 июля 1989 года в городе Маккай (штат Квинсленд).